# Новиково (Рамешковский район)
Новиково — деревня в Рамешковском районе Тверской области.

## География
Находится в восточной части Тверской области на расстоянии приблизительно 14 км на юг-юго-восток по прямой от районного центра поселка Рамешки.

## История
Упоминается с 1646—1647 годов как пустошь во владениях Московского Вознесенского девичьего монастыря. В 1709 году уже деревня Новиково (Новинка) с 3 дворами. В 1859 году в казенной русской деревне Новиково было 30 дворов, в 1887 — 30. В советское время работали колхозы «Новиково» и «Вперед». В 2001 году в деревне 17 домов постоянных жителей и 32 дома — собственность наследников и дачников. До 2021 входила в сельское поселение Застолбье Рамешковского района до их упразднения.

## Население
Численность населения: 265 человек (1859 год), 265 (1887), 353 (1941), 60 (1989), 52 (русские 100 %) в 2002 году, 43 в 2010.